# East On Da Mic
East On Da Mic – debiutancki album studyjny polskiego rapera Piotra „Liroya” Marca, sygnowany pseudonimem P.M. Cool Lee. Wydawnictwo ukazało się w 1992 roku na kasecie magnetofonowej nakładem wytwórni muzycznej Starling. Wznowienie ukazało się w 1995 roku. W 2007 roku nagrania ukazały się jako dodatek na płycie CD wraz z albumem Grandpaparapa (Powrót króla).
Głównymi producentami płyty byli Jarogniew Milewski oraz sam Liroy. W nagraniach uczestniczyli także członkowie lokalnych zespołów rockowych: Dekret, Ankh oraz The Lovers.

## Lista utworów
Opracowano na podstawie materiału źródłowego.
1. „Am I Still In Yer Heart?”
2. „East On Da Mic”
3. „I’m Back”
4. „Coll Thang”
5. „Głodny”
6. „Bust A Move”
7. „I’m A Rebel”
8. „Dirty Rhymes”
9. „Just Another Jam”
10. „Ciemna strona”